# Saint Benet's Hall

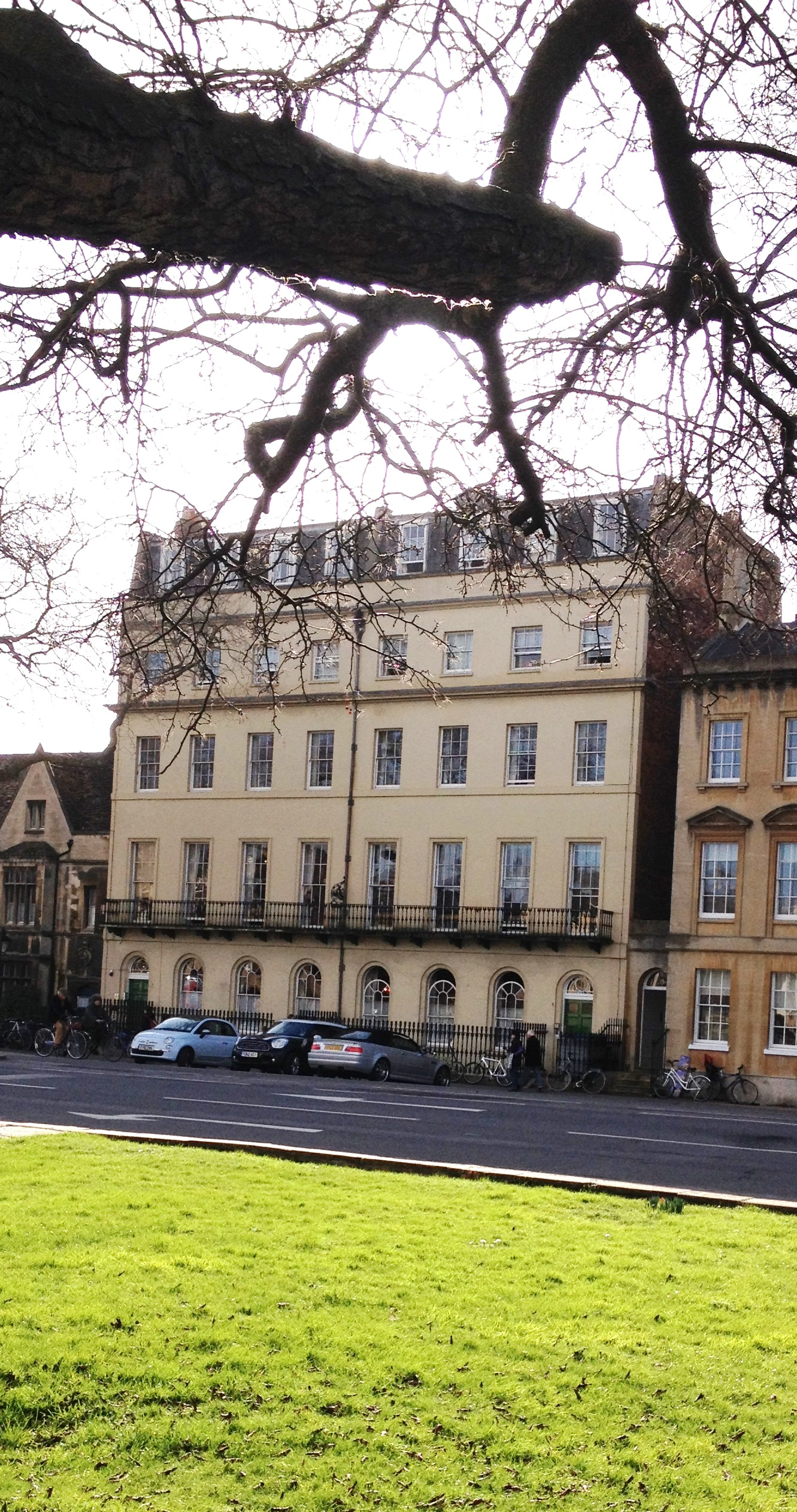
St Benet's Hall

St. Benet's Hall es una sala privada permanente (en inglés "PPH", Permanent Private Hall) de la Universidad de Oxford. Fundada en 1897 por el monasterio Ampleforth Abbey, es una fundación benedictina cuya principal función históricamente era permitir a los monjes cursar estudios no vinculados al clero. En la actualidad, la mayoría de los miembros no son monjes, sino estudiantes universitarios laicos. La institución, que aún es propiedad del monasterio Ampleforth Abbey, posee valores benedictinos y católicos. Sin embargo, no se requiere que los miembros sean católicos. Los estudiantes de St. Benet's tienen los mismos derechos que los estudiantes de los otros colegios. 
Desde principios del siglo XX, el número de miembros que forman parte del clero ha disminuido. Tiene aproximadamente cuarenta estudiantes que cursan una selección de asignaturas que incluyen derecho, historia, filosofía, ciencias políticas y Económicas (PPE), literatura en inglés, latín, griego antiguo, hebreo y teología.